# Christian Kreienbühl
Christian Kreienbühl (* 6. Juni 1981) ist ein ehemaliger Schweizer Leichtathlet und Olympionike (2016). Er ist spezialisiert auf den Langstreckenlauf. Kreienbühl wohnt in Rüti und ist IT-Projektleiter (M.A. HSG). Er startet für den TV Oerlikon.

## Werdegang
2012 wurde er Schweizer Meister im Marathon und 2013 Schweizer Meister im 10'000-Meter-Lauf und Halbmarathon. 2015 wurde er auch Schweizer Meister im Langcross.
Seine persönliche Bestzeit im Marathonlauf erzielte er am 27. September 2015 in Berlin in 2:13:57 h, womit er sich auf dem 18. Rang platzierte.
Am 21. August 2016 startete er bei den Olympischen Sommerspielen in Rio de Janeiro und belegte im Marathon in der Zeit von 2:21:13 h den 76. Rang.
2020 trat er vom Spitzensport zurück.

## Erfolge (Auswahl)
- 2011: 5th CISM Military World Games, Rio de Janeiro (10'000m Final): 14. Rang
- 2013: 34. Rang Marathon Leichtathletik-Weltmeisterschaften 2013 in Moskau
- 2013: 1. Rang Post-Cup
- 2014: 23. Rang Marathon Leichtathletik-Europameisterschaften 2014 in Zürich
- 2014: 3. Rang Marathon-Teamwertung Leichtathletik-Europameisterschaften 2014 in Zürich
- 2016: 47. Rang Halbmarathon Leichtathletik-Europameisterschaften 2016 in Amsterdam
- 2016: 1. Rang Halbmarathon-Teamwertung Leichtathletik-Europameisterschaften 2016 in Amsterdam
- 2016: 76. Rang Marathon Olympische Sommerspiele 2016 in Rio de Janeiro
- 2018: 27. Rang Marathon Leichtathletik-Europameisterschaften 2018 in Berlin
- 2018: 4. Rang Marathon-Teamwertung Leichtathletik-Europameisterschaften 2018 in Berlin
- 2019: 35. Rang Dragon’s Back Race in Wales

## Persönliche Bestleistungen
- 10'000-Meter-Lauf: 29:44 min, 25. Juni 2013 in Brugg
- 10 km Strassenlauf: 29:51 min, 23. März 2013 in Uster
- Halbmarathon: 1:04:21 h, 14. Februar 2016 in Barcelona
- Marathon: 2:13:57 h, 27. September 2015 in Berlin